# Dolmenstätten von Gochang, Hwasun und Ganghwa
Dolmenstätten von Gochang, Hwasun und Ganghwa ist eine von der UNESCO gelistete Stätte des Weltkulturerbes in dem ostasiatischen Staat Südkorea.
Die Welterbestätte umfasst mehrere Areale, an denen Dolmen aus prähistorischer Zeit in unterschiedlichsten Variationen und in einer besonders hohen Dichte gefunden wurden, die außergewöhnlich sind in Korea und in der Welt und deshalb als für besonders schutzwürdig erachtet wurden.

## Eintragung
Dolmenstätten von Gochang, Hwasun und Ganghwa wurde 2000 aufgrund eines Beschlusses der 24. Sitzung des World Heritage Committee in die Liste des UNESCO-Welterbes eingetragen.
In der Begründung für die Eintragung heißt es unter anderem:
Dolmenstätten von Gochang, Hwasun und Ganghwa enthalten die höchste Dichte und die größte Vielfalt der Dolmen in Korea, und sogar weltweit. … Die Dolmenstätten bewahren wichtige Hinweise darauf, wie Steine abgebaut, transportiert und aufgerichtet wurden und wie sich Dolmen-Typen in Nordostasien im Laufe der Zeit veränderten.
Die Eintragung erfolgte aufgrund des Kriteriums (iii).
(iii): Das globale prähistorische technologische und soziale Phänomen, das im 2. und 3. Jahrtausend v. Chr. zu dem Auftreten von Grab- und Ritualmonumenten führte, die aus großen Steinen aufgebat sind (die „Megalith-Kultur“), ist nirgends deutlicher dargestellt als in den Dolmenfriedhöfen von Gochang, Hwasun und Ganghwa.

## Umfang
Die Welterbestätte umfasst drei Areale, die insgesamt einen Schutzbereich von 606.833 ha haben und jeweils von Pufferzonen umgeben sind, die insgesamt eine Fläche von 491.103 ha haben.
- Die Dolmenstätte des Landkreises Gochang-gun liegt in der Provinz Jeollabuk-do, wenige Kilometer von der Westküste entfernt und rund 40 km  nordwestlich der Metropole Gwangju. Jeongup als nächstgrößere Stadt ist nordöstlich des Ortes zu finden. Das Areal ist in zehn Teilgebiete unterteilt, die nahe beieinanderliegen und von einer gemeinsamen Pufferzone umgeben sind.
- Die Dolmenstätte des Landkreises Hwasun-gun liegt in der Provinz Jeollanam-do etwa 15 km südlich der Provinzhauptstadt Gwangju. Das Areal hat zwei Teilgebiete, die von einer gemeinsamen Pufferzone umgeben sind.
- Die Dolmenstätte des Landkreises Ganghwa-gun liegt im nördlichen Teil der Insel Ganghwa, die zur Metropole Incheon gezählt wird. Das Areal ist in fünf voneinander entfernt liegende Teilgebiete unterteilt, die jeweils eine eigene Pufferzone haben.

| ID-Nr.  | Bezeichnung        | Lage                                      | Schutzbereich | Pufferzone | Historischer Ort | Teilgebiete |
| ------- | ------------------ | ----------------------------------------- | ------------- | ---------- | ---------------- | --- |
| 977-001 | Dolmen von Gochang | Gochang-gun Jeollabuk-do (Geokoordinaten) | 8,38 ha       | 8,07 ha    | Nr. 30           | zehn benachbarte Dolmencluster mit gemeinsamer Pufferzone                                                                  |
| 977-002 | Dolmen von Hwasun  | Hwasun-gun Jeollanam-do (Geokoordinaten)  | 31 ha         | 190 ha     | Nr. 410          | - Hyosan-ri-Areal (Lage) - Teashin-ri-Areal (Lage)                                                                         |
| 977-003 | Dolmen von Ganghwa | Ganghwa-gun Incheon (Geokoordinaten)      | 12,27 ha      | 116,48 ha  | Nr. 137          | - Kyosan-ri-Areal (Lage) - Pugon-ri-Areal (Lage) - Samgo-ri-Areal (Lage) - Koch'on-ri-Areal (Lage) - Osang-ri-Areal (Lage) |

## Die einzelnen Dolmenstätten
Koreas Dolmen entsprechen im Wesentlichen drei Typen, den Table-, Go-Board- und Capstone-Dolmen (Tisch, Go-Brett, Deckstein). In den meisten Dolmenstätten Koreas kommen diese Typen gemischt vor.
Die Table-Dolmen (auch nördlicher Typ genannt) bestehen aus zwei bis vier Steinen, die senkrecht aufgerichtet sind und eine Kammer bilden, die von einem Deckstein bedeckt ist. Bei den Go-Board-Dolmen (auch südlicher Typ genannt) liegt die Grabkammer unter der Erde und der Deckstein ruht auf kleinen Steinen. Bei den Capstone-Dolmen liegt die Grabkammer ebenfalls unter der Erde, aber der Deckstein liegt direkt auf der erde, ohne dass Steine dazwischengelagert sind.

### Dolmen von Gochang

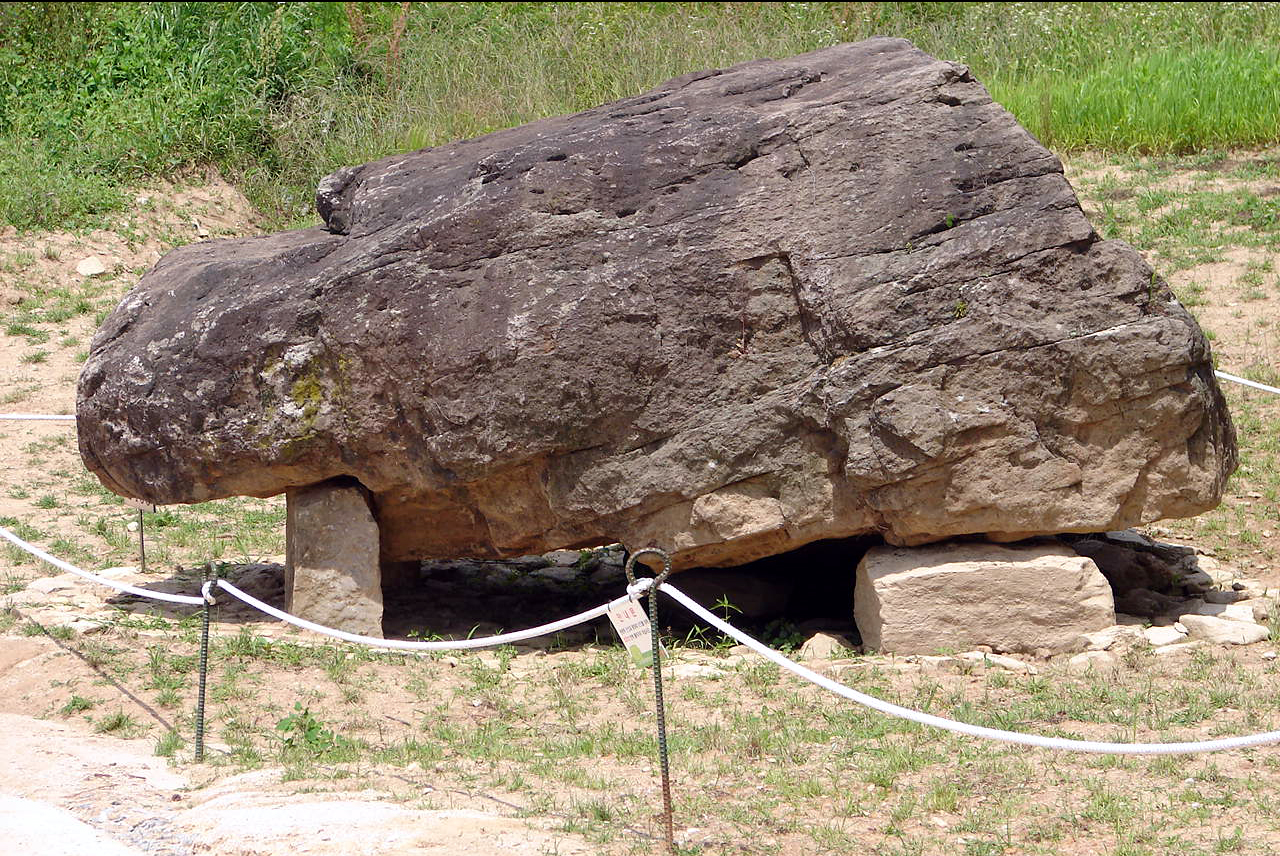
Dolmen bei Maesan in Gochang

Gochang hat die dichteste Anhäufung von Dolmen in der Welt. Über 2000 Dolmen sind an 85 verschiedenen Orten in Gruppen zusammengefasst in dem Landkreis gefunden worden. Von diesen wurden 442, die entlang einer 1,7 km langen Strecke am Südhang eines Hügelgebiets nördlich des Dorfes Maesan liegen, in das Weltkulturerbe aufgenommen. Sie sind 10 Cluster zu je 20 bis 60 Dolmen gruppiert, die in zwei Bereichen liegen. Ihre Größen variieren zwischen 10 und 200 Tonnen Gewicht. Die meisten der Dolmen in dieser Gegend gehören dem sogenannten „Checkerboard“-Typ  (Schachbrett) an. Obwohl keine Gräber mit Grabbeilagen gefunden wurden, nimmt man an, dass die Steine für Bestattungen an den Orten um 400–500 v. Chr. verwendet wurden. An den Hängen oberhalb der Dolmen wurden 23 Steinbrüche gefunden.

### Dolmen von Hwasun

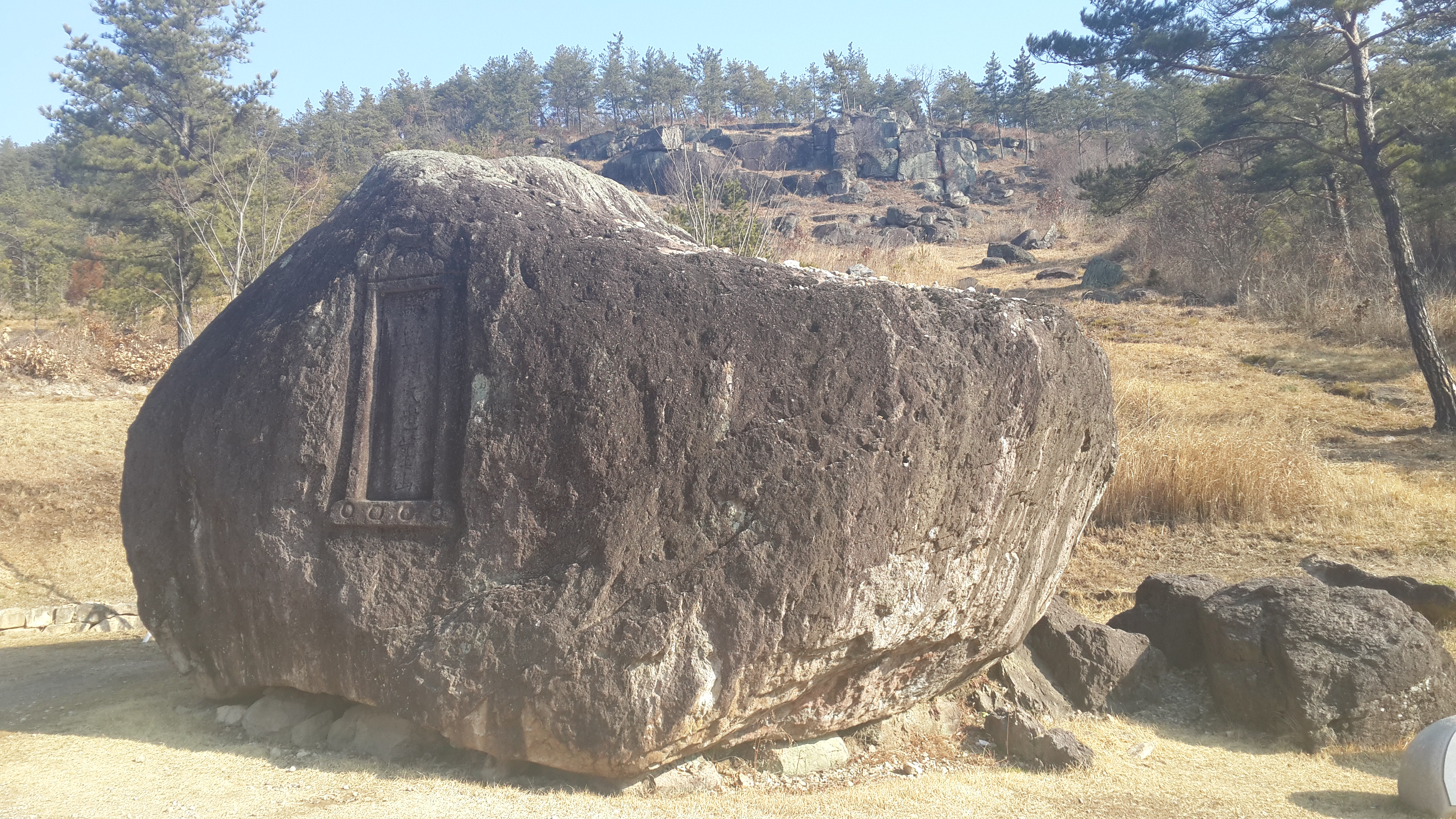
Pingmae-Felsen bei Teashin-ri in Hwasun

In einem Hügelgebiet südlich des Jiseokgang, eines Nebenflusses des Yeonsangang, wurden in dem Bogeomjae-Tals, das die Dörfer Hyosan-ri im Nordwesten und Teashin-ri im Südosten miteinander verbindet, 597 Dolmen gefunden. Auch ehemalige Steinbrüche, aus denen die Dolmen herausgebrochen wurden, konnten lokalisiert werden. Das unter Schutz gestellte Gebiet besteht aus zwei Arealen beidseitig des psses, in denen je sechs Dolmen-Gruppen zu finden sind, rund 250 in dem Hyosan-ri-Areal und rund 300 in dem Teashin-ri-Areal.
Untersuchungen an 35 Dolmen haben ergeben, dass sie zwischen 800 und 500 v. Chr. entstanden sein müssen. An Grabbeigaben wurden bei Grabungen Pfeilspitzen, Keile, Meißel und Schmucksteine gefunden.
In Hwasun ist der größte Dolmen Koreas zu finden, der Pingmae Bawi (Pingmae-Felsen), dessen Name einer Legende entspringt. Der als Deckstein dienende Felsen ist 7,3 m lang, 5 m breit und 4 m dick und gehört mit einem Gewicht von über 200 Tonnen zu den weltweit größten Exemplaren seiner Art.

### Dolmen von Ganghwa

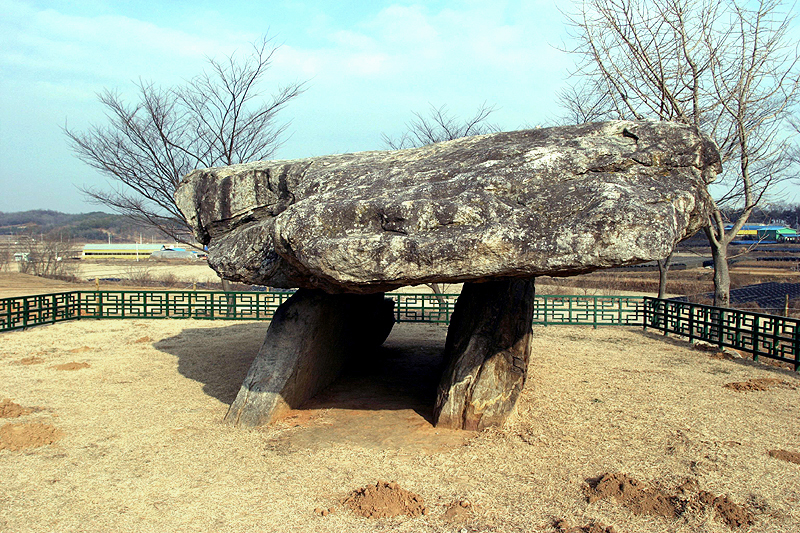
Dolmen in Ganghwa

Auf der Insel Ganghwa befinden sich 127 Dolmen des Typs Table und Go-Board, aufgeteilt in fünf Ansammlungen an fünf verschiedenen Orten am nördlichen Fuß des Berges Goryeo auf einer Höhe von 100 m bis 200 m über Seelevel. 66 von ihnen befinden sich in einer guten Verfassung.
Koreas größter Dolmen steht in dem Dorf Bugeun-ri in der Mitte eines Feldes, das für die Landwirtschaft genutzt wird. Zwei 2,45 m hohe Stützsteine halten einen 6,4 langen und 5,23 m breiten Deckstein, dessen Dicke 1,12 m beträgt. Das Gewicht des Decksteins soll rund 50 Tonnen betragen. Auch dieser Dolmen, der über die Jahrtausende nicht zerstört wurde oder werden konnte, wurde ohne Grab gefunden. Es wird vermutet, dass dieser Dolmen entweder ein Monument für die damals ansässigen prähistorischen Menschen war oder als Altar für rituelle Handlungen diente.